# Фернандо Сор
Фернандо Сор (на испански: Fernando Sor) е испански композитор и виртуоз на класическа китара, сред най-големите изпълнители на този инструмент в XIX век. Роден е в Барселона на 14 февруари 1778 г., умира в Париж на 8 юли 1839 г.

## Биография
От ранните си години той учи китара, цигулка и виолончело, в манастира Монсерат, а след това учи в Военномедицинска академия в Барселона. След нахлуването на френските войски в Испания през 1808 и началото на войната за независимост Сор написал няколко революционни песни, сред които най-известните Vivir en cadenas и Venid, vencedores. През 1813 френските войски са разбити от Испания и Сор отива в Париж, където започва да води активна концертна и преподавателска дейност, скоро придобива репутацията на един от най-добрите виртуози.

## Смърт
Последните години не са били щастливи за Сор. Жена му и дъщеря му почиват внезапно, едната умира веднага след другата. Самият той страда от рак на езика и умира в големи болки. Погребан е в гробището на Монмартър, Париж, до гроба на негов приятел, без да има надпис.